# ロレックス
ロレックス（Rolex、英語発音: [ˈroʊlɛks]、[ROH-lecks]発音例）は、1905年にドイツ人のハンス・ウィルスドルフが創業した、スイスのジュネーヴに本拠地を置く高級時計メーカーである。
世界で最も有名かつ最も人気のある高級時計ブランドであり、堅牢なプロフェッショナル・ウォッチから優美なクラシック・ウォッチまで、実用性や機能性に優れた設計と高いデザイン性を兼備した幅広い種類のタイムピースを製造している。

## 概要

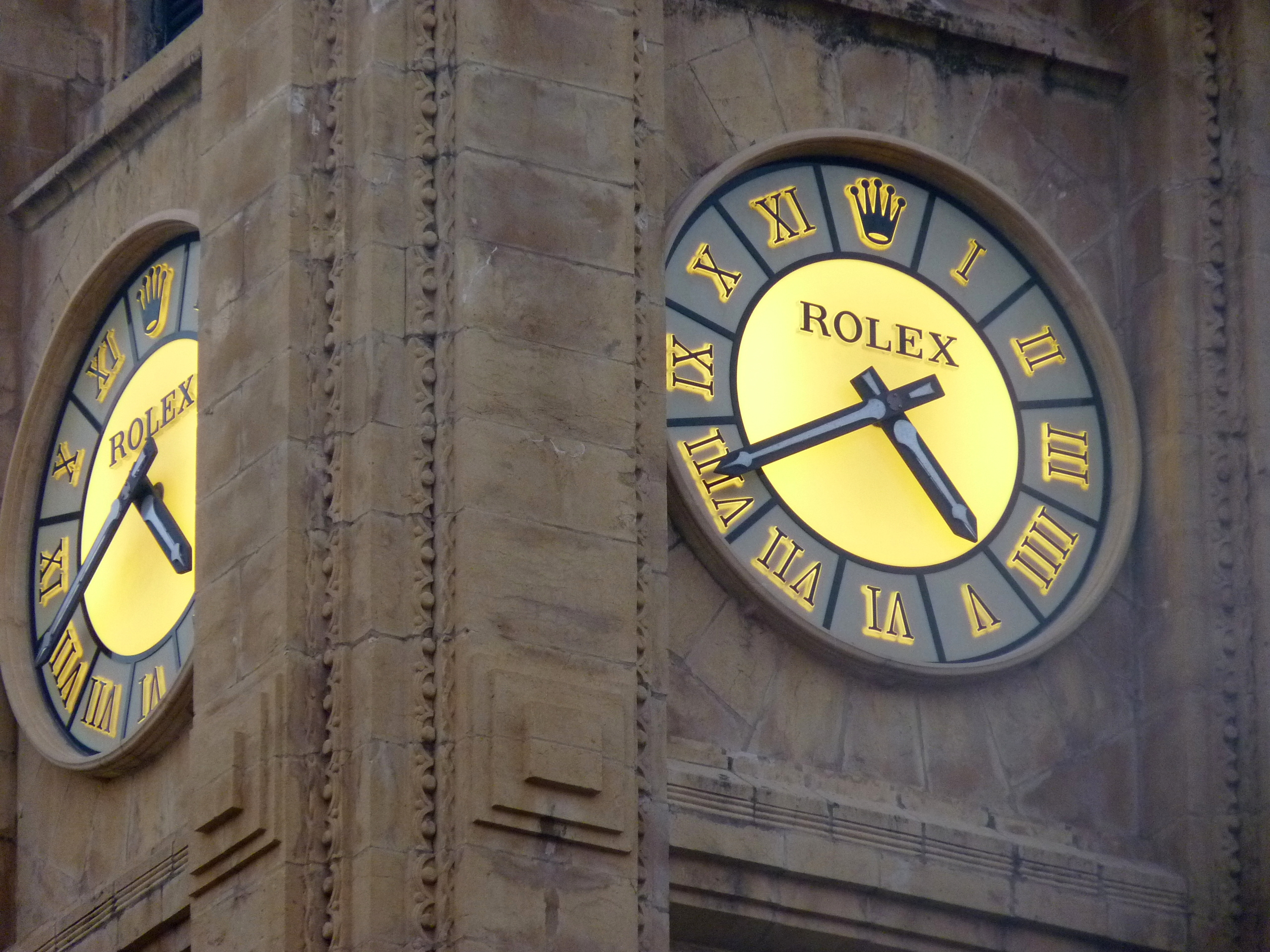
レバノン・ベイルートのネイメ広場にある時計塔

現在は「ウォッチ」に分類される腕時計を主たる商品としている。全ての部品を自社製造しているマニュファクチュールである。現行の製品すべてが、COSCによるクロノメーター認定およびロレックス独自のさらに厳格な高精度クロノメーター認定を受けている。
20世紀初頭に時計商社としてイギリスのロンドンで創業したが、当時は時計関税が高額だったため以後漸次スイスに拠点を移し、その過程でメーカー化した。懐中時計が主流であった当時、早くから腕時計の利便性に着目していた。格段に高い防水性を誇る「オイスターケース」を開発したオイスター社を買収して実用時計に採用する事で腕時計の使われ方に大きな影響を与え、世界で初めて全回転式ローターを搭載した自動巻き機構である「パーペチュアル機構」や、日付が午前零時頃に一瞬で切り替わる「デイトジャスト機構」を開発、腕時計産業の振興を目指すスイスで複数のクロノメーター認定機関が腕時計の認定を開始してすぐにクロノメーター認定を受けた。

### 社名とロゴ
社名について、創業者のハンス・ウィルスドルフは、1908年のある朝、「ロンドンのシティで乗合馬車の2階席に座り、チープサイドを走行している時、天啓のように『Rolex』という名前がひらめいた」と述べており、短くて音の響きがよく、どの言語でも発音しやすく、かつ記憶に残る名前として、自身のブランドにふさわしい名前を長い間考えた末に思い付いた造語である。
ロゴの王冠（クラウン）マークは、正式名称を「オイスターマーク」と呼び、1931年に初めて登場した。名称の由来は、ロレックスが1926年に発売した世界初の防水性腕時計「オイスター」に因む。ロゴを王冠にした理由については、正式には公表されていないが、ロレックスを「時計の王様」とすること、そして「最高の製品だけを生み出す」という想いから来ているという説や、時計を製造する職人たちに敬意を表し、その五本の指をモチーフにしたという説が、一般に流布している。

### 世界的な人気
モルガン・スタンレーの報告によると、2023年にロレックスは、他ブランドを大きく引き離して全世界で100億ドル以上を売り上げ、これは市場シェアの約30%に相当し、実質的に高級時計販売の3分の1を占める結果となった。こうしたロレックス一強とも言える状況は1960年代から続いているため、実情としてロレックスは高級時計の代名詞的存在となっており、ステータスシンボルにもなっている。
世界中の2400万人以上のオンライン回答データに基づき分析を行うイギリスの市場調査機関YouGovによれば、2024年にアメリカおよびイギリスにおいて時計メーカーの認知度調査を行った結果、どちらの国でもロレックスが全時計メーカーの中で知名度、評判ともにトップであった。
日本においてもロレックスの人気は極めて高く、スイス時計協会FHが2016年に実施した、30万円以上の腕時計に関心がある日本人1500人を対象とした消費者意識調査によると、日本人が所有している腕時計ブランドおよび日本人が欲しい腕時計ブランドのトップにロレックスが位置していた。また、日本経済新聞社が2020年に実施した、時計に関心がある人7300人を対象とした時計消費・関心度調査においても、ロレックスが認知度、好感度ともにトップであった。

## 年表
ロレックス自身が社歴を正式に明らかにしておらず不明な部分が多々ある。一般に知られるのは以下の通りである。

### ウィルスドルフ&デイビス→ロレックス・ジュネーヴ

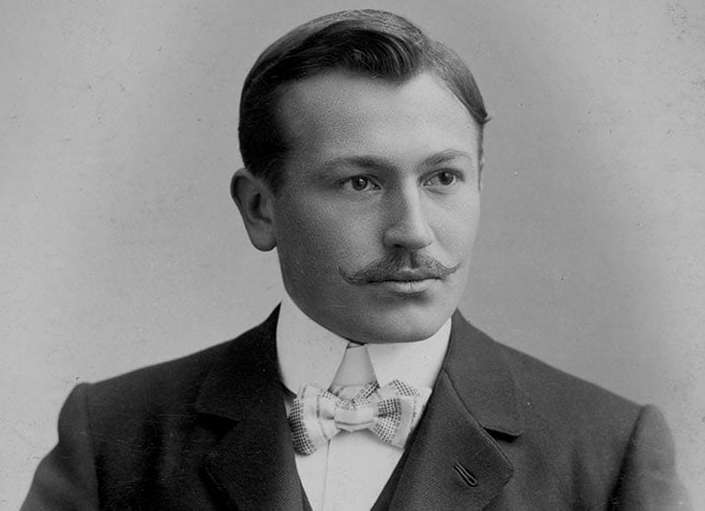
ハンス・ウィルスドルフ

- 1881年03月22日 - 創業者ハンス・ウィルスドルフ (Hans Wilsdorf) がドイツのバイエルン州クルムバッハに誕生。
- 1900年00月00日 - ハンス・ウィルスドルフがスイスのラ・ショー゠ド゠フォンにあるクリオ・コンテンに入社、イギリスへ時計を輸出する仕事に就いた。
- 1903年00月00日 - ハンス・ウィルスドルフがイギリスのロンドンに移った[注 3]。
- 1905年00月00日 - ロンドンのハットンガーデン86番地に義兄弟デイビスとともにウィルスドルフ&デイビスを設立、当初は時計商社であり、ジャン・エグラーの機械を輸入して時計を製造販売した。
- 1907年00月00日 - スイスのラ・ショー゠ド゠フォン、レオポルド通りロバート9番地に事務所を開設。
- 1915年11月15日 - ウィルスドルフがドイツ語の名称であり1914年に始まった第一次世界大戦の影響からイギリス向けの輸出に支障があるためロレックス・ウォッチカンパニー'に社名変更した。
- 1920年01月27日 - スイスのジュネーヴ、マルシェ通り18番地にモントレ・ロレックス (Montres Rolex S.A.) 設立。
- 1931年00月00日 - 技術部長のエミール・ボレが自動巻のパーペチュアル機構を発明。
- 1933年00月00日 - パーペチュアル機構の特許を取得。
- 1960年00月00日 - ハンス・ウィルスドルフ死去。

### ジャン・エグラー→ロレックス・ビール
- 1878年00月00日 - 創業者ジャン・エグラー (Jean Aegler) がスイスのビールに時計製造工房を設立した。
- 1881年00月00日 - ビールのレープベルクに工場を建設しマニュファクチュールとなった。
- 1891年00月00日 - ジャン・エグラーが死去し、妻のマリア・エグラーが跡を継ぎ、ジャンの子オットー・エグラーとヘルマン・エグラー兄弟が輔佐した。
- 1896年00月00日 - ヘルマン・エグラーがアンクル式脱進機を採用した小型エボーシュを作成した。
- 1902年00月00日 - アンクル式脱進機を搭載した女性用腕時計の量産を開始した。
- 1910年03月22日 - 腕時計として世界で初めてビール時計認定センター（Official Watch Rating Centre in Bienne）のクロノメーター認定（Swiss Certificate of Chronometric Precision）に合格[16]。
- 1912年00月00日 - イギリス植民地への輸出業務をビールに移転。ジャン・エグラーがロレックス・ウォッチ・エグラーSA (Rolex Watch Co Aegler S.A.) に社名変更した。
- 1915年011月15日 - エグラーSA・ロレックス・ウォッチカンパニーに社名を変更した。
- 1914年00月00日 - 本社をスイスのビールに移転した。
- 1926年00月00日 - グリュエンへのムーブメント供給を始めた。
- 1936年00月00日 - マニュファクチュール・デ・モントレ・ロレックス・エグラーに社名を変更し、ロレックス向けの専業となった。エミール・ボレが経営に参画した。
- 1944年00月00日 - ヘルマン・エグラーが死去し、ヘルマン・エグラーの姪エマ・ローザの長男エミール・ボレが跡を継いだ。
- 1963年00月00日 - ロレックス・ビールとなった。
- 1967年00月00日 - エミール・ボレが死去し、子のハリー・ボレが跡を継いだ。現在でもボレ家が経営し、ベルン州立銀行が信託を受けて監督している。
- 1972年00月00日 - グリュエンの工場を買収した。

### ロレックス・ルロクル
- 1968年00月00日 - ロレックス・ジュネーヴとロレックス・ビールが共同で設立した。

### ロレックス全般

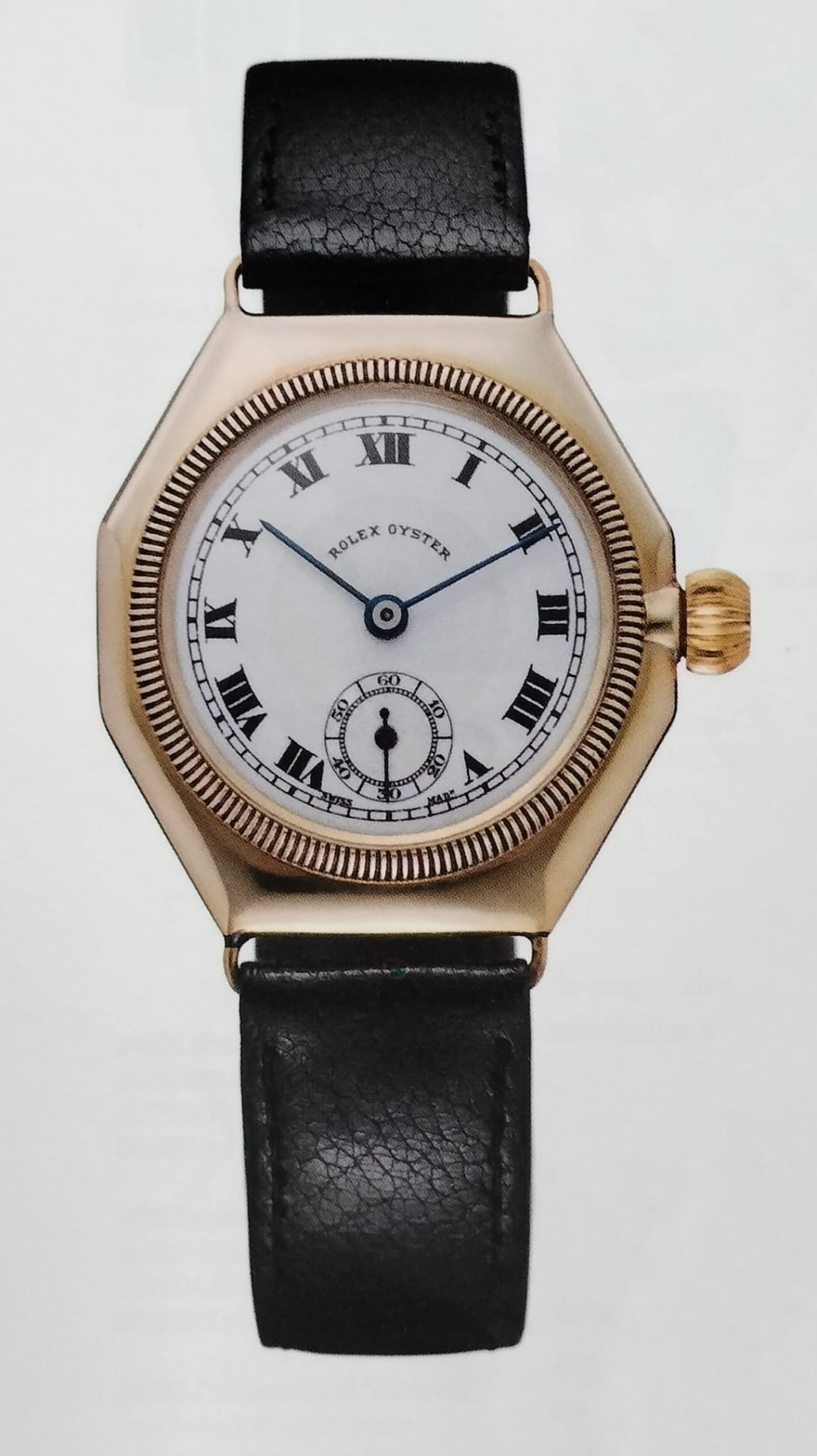
オイスター（1926年）

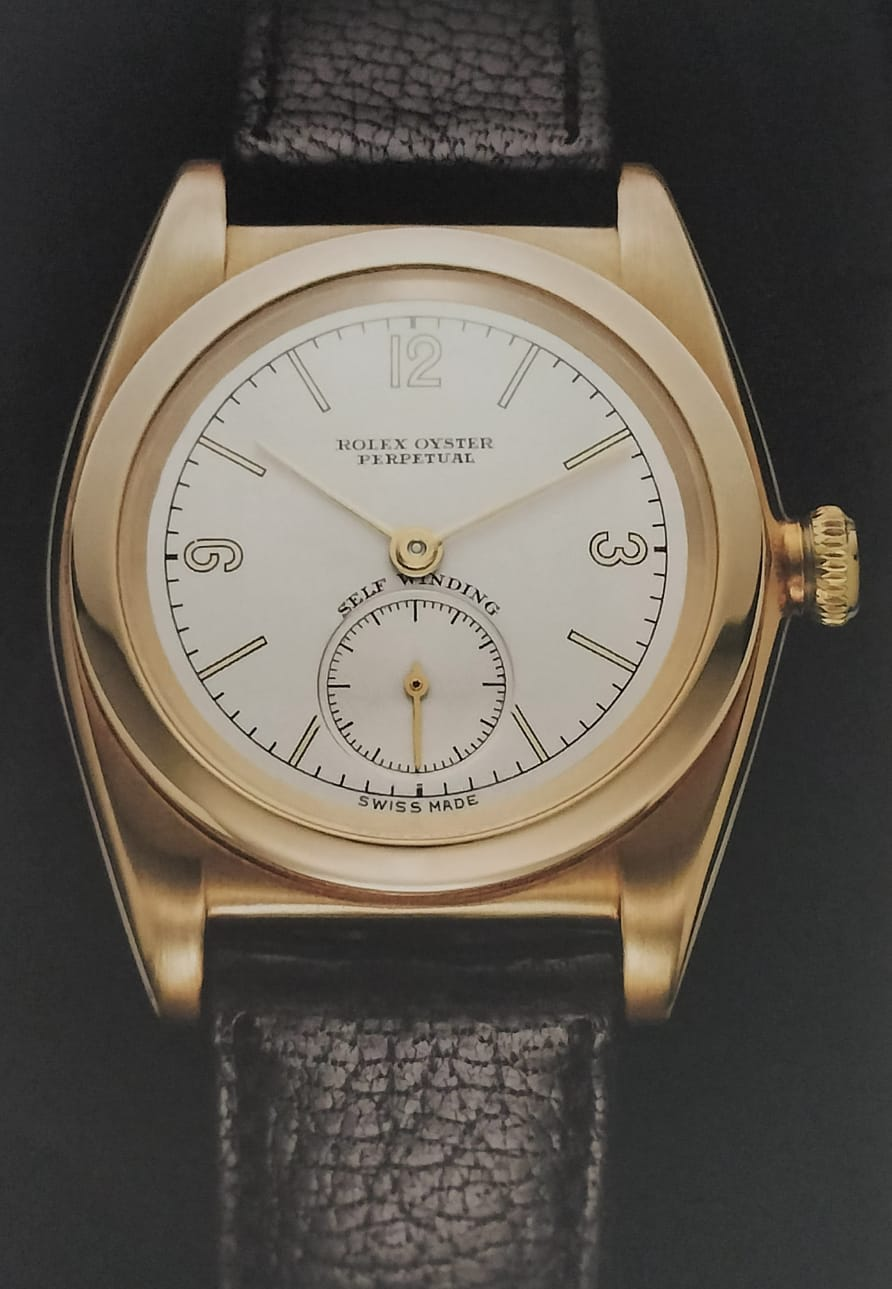
オイスター・パーペチュアル（1931年）

- 1908年07月02日 - 欧州のどこの国の言葉で読んでも同じ発音になるように考えられた造語「ロレックス」をラ・ショー゠ド゠フォンで商標登録。
- 1926年010月28日 - オイスターケースを開発したオイスター社を買収し、防水技術の特許を申請。防水性と防塵性を備える世界初の腕時計「オイスター」を発売した。以降オイスター社は、オイスターケースに汎用ムーブメントを搭載した下位ブランドとなり、チューダーが登場するまで併売される事となる。
- 1927年00月00日 - この年からダイアル、ケース、ムーブメントの全てにロレックスの銘が入る。メルセデス・グライツが遠泳でドーバー海峡を横断、その際ロレックスオイスターを使用し世界の注目を集めた。この遠泳はロレックスのプロモーションとして防水技術の高さを証明するために企画された。
- 1927年09月21日 - 捻じ込み式竜頭の特許を取得。
- 1931年00月00日 - 王冠のトレードマークを使い始める。世界で初めて「全回転式ローター」による自動巻き機構を開発、「パーペチュアル」と名付けて発売した。
- 1943年00月00日 - この頃「チューダー」ブランドが登場する。
- 1945年00月00日 - デイトジャスト機構の特許を取得。デイトジャストとデイトを発売。
- 1953年00月00日 - エクスプローラー(I)発売。サブマリーナー発売。
- 1954年00月00日 - GMTマスター発売。
- 1960年01月23日 - 特殊モデルがアメリカ海軍の深海潜水艇バチスカーフ、トリエステの外側に取り付けられ、世界一深いマリアナ海溝チャレンジャー海淵最深部に到達した。
- 1961年00月00日 - コスモグラフ・デイトナ発売。
- 1971年00月00日 - シードゥエラー発売。エクスプローラーII発売。
- 1972年00月00日 - オイスタークォーツ発売。
- 1976年00月00日 - オイスターの誕生50周年を記念して、世界をより良い場所にするため人類の知識を向上させ、文化遺産を守り、自然界の種とその生息地の保護に貢献する、独創的なプロジェクトに勇気と強い信念を持って取り組む個人を支援する「ロレックス賞」が設立される。
- 1983年00月00日 - GMTマスターII発売。
- 1992年00月00日 - ヨットマスター発売。
- 2008年00月00日 - ディープシー発売。デイデイトII発売。
- 2009年00月00日 - デイトジャストII発売。
- 2009年00月00日 -ディープシーの「DEEP SEA」表記が商標権侵害に当たるとエルジンに提訴され、敗訴。
- 2012年00月00日 - スカイドゥエラー発売。
- 2023年00月00日 - 1908発売。同年8月24日、時計販売のブヘラ社を傘下に入れる[17]。

## 生産

### 需要と供給
ロレックスは、高級時計としては破格の規模である年間100万本以上を生産していることが明らかにされている。しかしそれでもなお、市場が求める高い需要を満たすことはできておらず、人気モデルは常に品薄状態が続いている。そのため、中古市場価格は上昇傾向にあり、投資対象としても注目を集めている。ロレックスはこうした状況について、「当社の製品の品薄状態は、当社の戦略ではありません。現在の生産体制では、現在の需要を完全に満たすことはできないのです」と述べている。

### 北米モデル
多くの時計ブランドと同じで、アメリカが自国時計産業保護を行っていた時期にはケースやムーブメント部品を輸出し、現地代理店と共同で組み立て工場を設立し、北米で生産をした（セカンドライン参照）。
この時期のモデルは本国のものに比べてカラーバリエーションが豊富である。また、カナダのイートン百貨店とその代理店が資本的に深い結びつきを持っていたため、同百貨店の勤続25周年モデルやオリジナルブランド「ソーラー」の一部モデルを生産行っていた。文字盤にはロレックスの表記はなく「アクアキング」「ソーラー」「レーサー」等モデル名のみが書かれていたが、ケースやムーブメントにロレックスの物を使用していた（ソーラー全てがロレックスへの生産委託ではなく、一部はウィットナーが製作した）。
この様なモデルは他にもあるが、代理店契約解消、時間の経過、イートン百貨店自体の身売り等様々な要因でその全容解明は非常に困難である。
一部ショップで「リダン」と偽ってダイヤル変造し、単なる一般モデルを「北米向け」と称して販売していた。

## コレクション

### ドレス系オイスターモデル

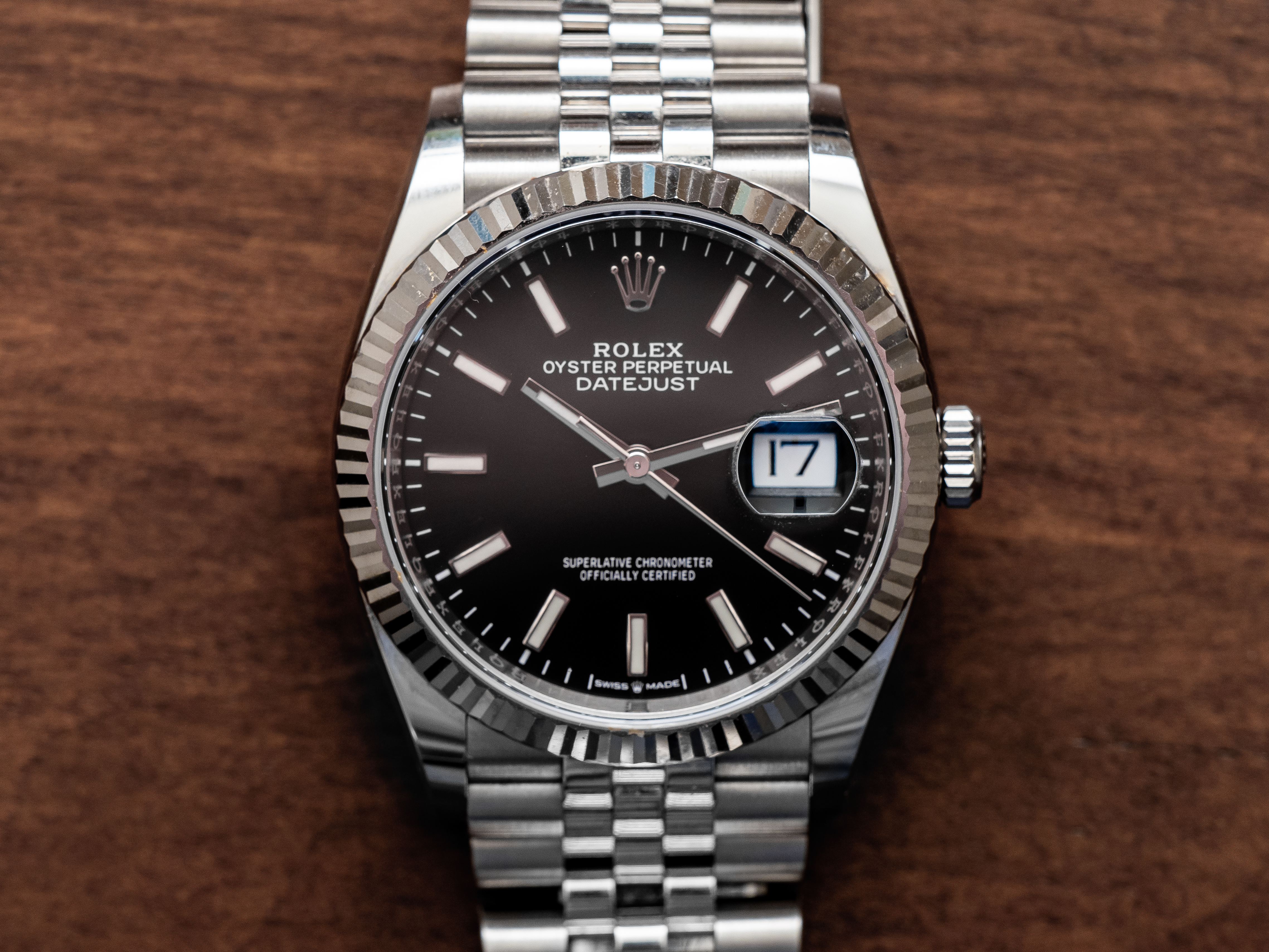
デイトジャスト（ref. 126234）

デイデイト（ref. 118238）

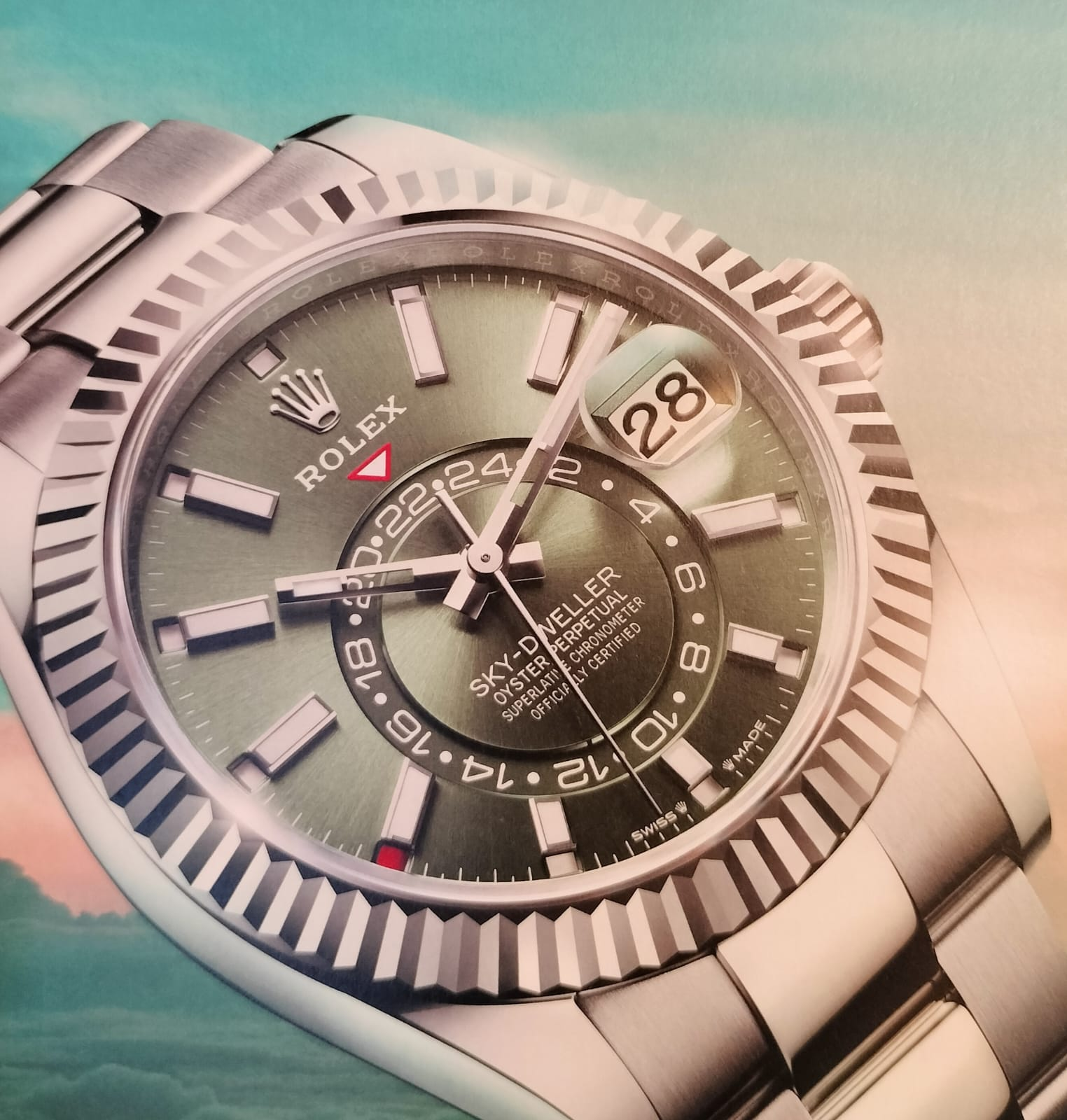
スカイドゥエラー（ref. 336934）

エアキング (Air-King)時針分針秒針の三針式、ノンデイトのモデル。長らくノンクロノメーターで廉価版モデルの位置づけであったが、現行モデルは全ての製品がクロノメーターの認定を受けている。ペットネームとしては1940年代から続く現在のロレックス最古のモデルで、ケース素材にステンレスを用いている。2016年のモデルチェンジ（Ref.116900）でケースサイズが34mmから40mmに変更され、ダイアルはミニッツスケールを採用した新デザインになった。
エアキングデイト (Air-King Date)エアキングにカレンダーを装備したモデル。1950年代後半から1970年代頃迄販売されたが極めて数が少ない。
オイスター・パーペチュアル・デイト (Oyster Perpetual Date)1945年発売。三針式、直径34mmで、3時の位置に日付のあるモデル。前出のエアキング（34mm版）のデイト付に相当していた。風防に日付を拡大するためのサイクロプスレンズがついている。同様に日付を搭載するデイトジャストとの違いは、本来深夜12時を回ると瞬時に日付が変わる機構を搭載しているか否かによるものであったが、1970年代からデイトジャストと同様のキャリバーを搭載しているため、両者の違いはケースの大きさだけになった。ケースには主にステンレスが用いられるが、一部に貴金属を用いたモデルがある。2021年にデイトジャストへと一本化される形で販売終了。
オイスター・パーペチュアル (Oyster Perpetual)三針式、日付機能なし。後述のデイトジャストの日付なしモデルに相当する。現行モデルは全ての製品がクロノメーターの認定を受けている。
デイトジャスト (Datejust )1945年11月発売。午前0時を境に日付が一瞬で替わる「デイトジャスト機能」が有名だが、1957年にCal.1036を搭載するまで日付の瞬間切り替え機構は搭載していなかった。1970年代からオイスター・パーペチュアル・デイトも瞬間切り替えとなり差はなくなっている。ロレックスでは一番販売個数が多いフラッグシップモデルで、ロレックスが考案・もしくは改良した最新機構は優先してこのモデルに搭載されることが多い。防水性に優れたステンレスをくり抜いた「オイスターケース」、自動巻き機構である「パーペチュアル機能」、日付送りを0時前後で瞬時に行う「デイトジャスト機能」を同時に搭載した初めての時計。三針式、3時の位置に日付のあるモデルで、直径36mm。ボーイズサイズ（直径31㎜）やレディースサイズ（直径26㎜）もある。日付部分を約2.5倍の大きさに拡大する「サイクロプスレンズ」が付いており、現行モデルは全製品がクロノメーター認定を受けている。ケースはステンレスの他に、ホワイトゴールドやイエローゴールド、ピンクゴールド（ロレックスでは「エバーローズゴールド」と呼んでいる）等の貴金属も多く用いられる。文字盤のバリエーションもバータイプ、ローマ数字タイプ、ダイヤモンド入りタイプなど数多く、近年は花柄の文字盤も制作された。素材と文字盤の組み合わせは百種類以上にも及ぶ。現行Ref.116234他、Cal.3135。また1990年代まではクォーツ式の物も生産されていた（Ref.17013他、cal.5035）。自動巻き式とはケース（クォーツ式は角ばった形をしている）やブレスレットの形状が異なる。現行モデルではヒゲゼンマイはパラクロム製になっているが、レディースの一部モデルにシリコン製ヒゲゼンマイが搭載されているモデルがある。
デイトジャストII (Datejust II )2009年発売。デイトジャストのケース径を一回り大きい直径41mmとしたモデル。ムーヴメントに耐衝撃機構「パラフレックス」を搭載している。2016年に生産終了し、後継モデルのデイトジャスト41が発売された。
デイデイト (Daydate)三針式、3時の位置に日付があり、12時の位置に曜日表示があるモデル。デイト、デイトジャストと同様に日付にはサイクロプスレンズがついている。ケース及びブレスレットにはすべて貴金属をもちいており、文字盤に宝石がはまっているモデルもあり同社の製品中で一般にもっとも高価なプレステージモデルである。デイトジャスト同様、僅かながらクォーツ式のモデルもある(Ref.19018他、cal.5055)。現行モデルはすべての製品がクロノメーターの認定を受けている。
デイデイトII (Daydate II)デイデイトのケース径を一回り大きい直径41mmとしたモデル。2015年に生産終了し、後継モデルのデイデイト40が発売された。
スカイドゥエラー (Sky-Dweller)2012年に登場。ロレックスの現行モデルで最も複雑な、GMT機能および年次カレンダー機能をもつムーブメントを搭載する。ベゼルを回転させることによって時針・分針、GMT、カレンダーの操作を切り替えることができる。デイデイトと同様、貴金属モデルのみの展開。2023年の新型では、クロナジー・エスケープメントやパラクロム・ヘアスプリングを採用するCal.9002へとムーブメントが更新された。
バイセロイ (Viceroy)1930年代から1940年代にかけて製造された、オイスターケースに手巻きムーブメントを搭載したモデル。

### スポーツ系オイスターモデル

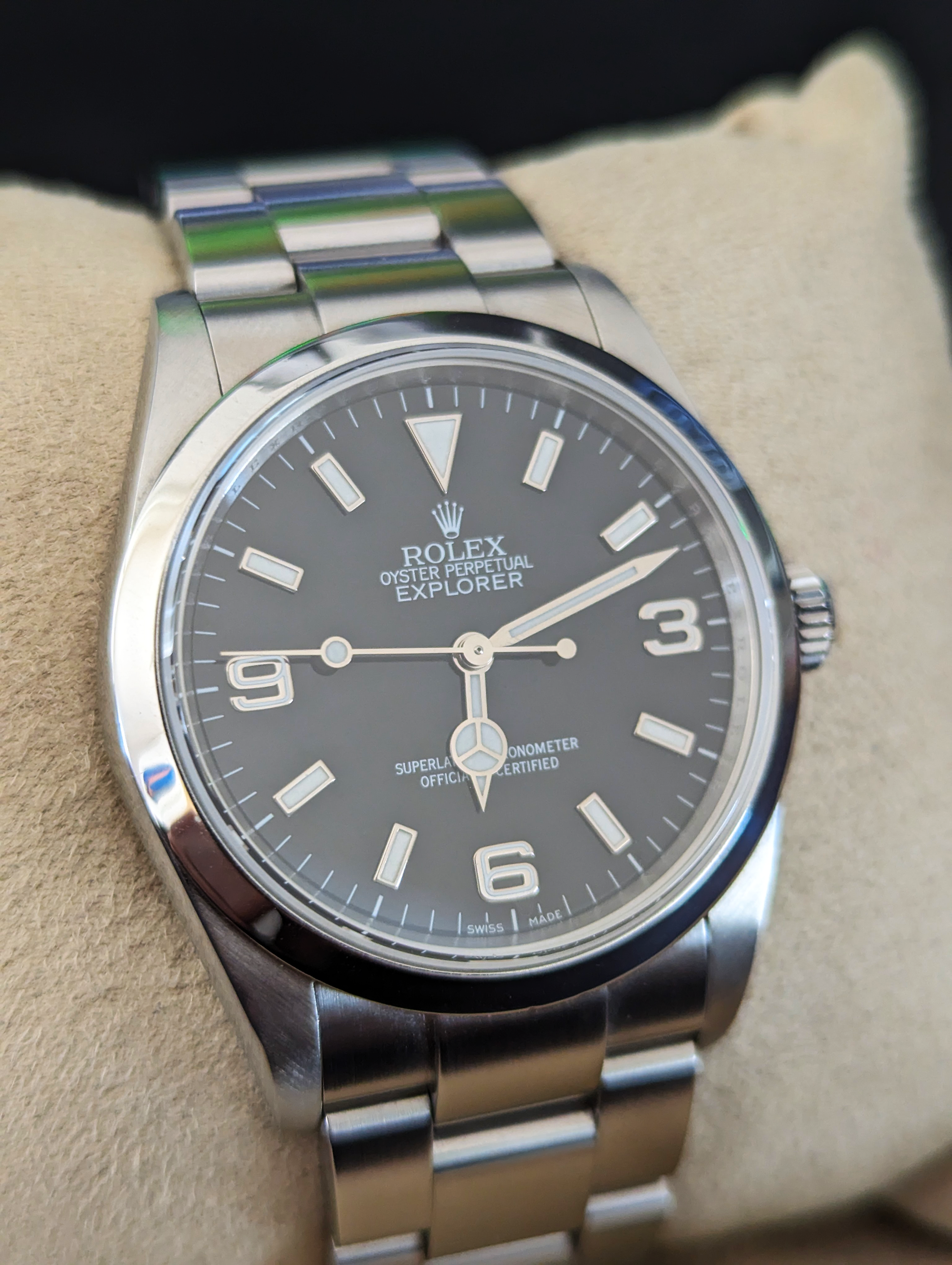
エクスプローラーI（Ref.114270）

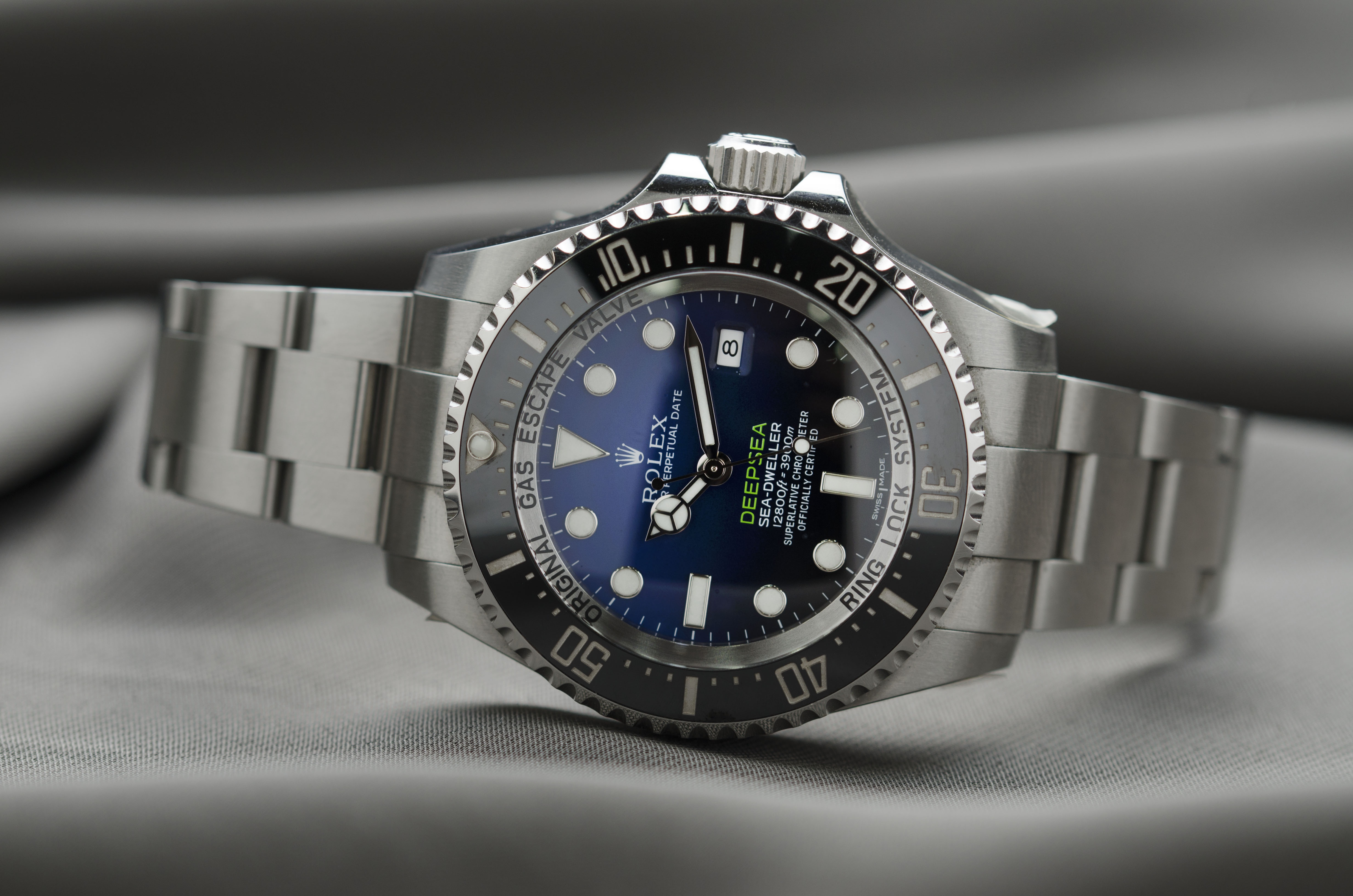
シードゥエラー・ディープシー（ref. 116660）

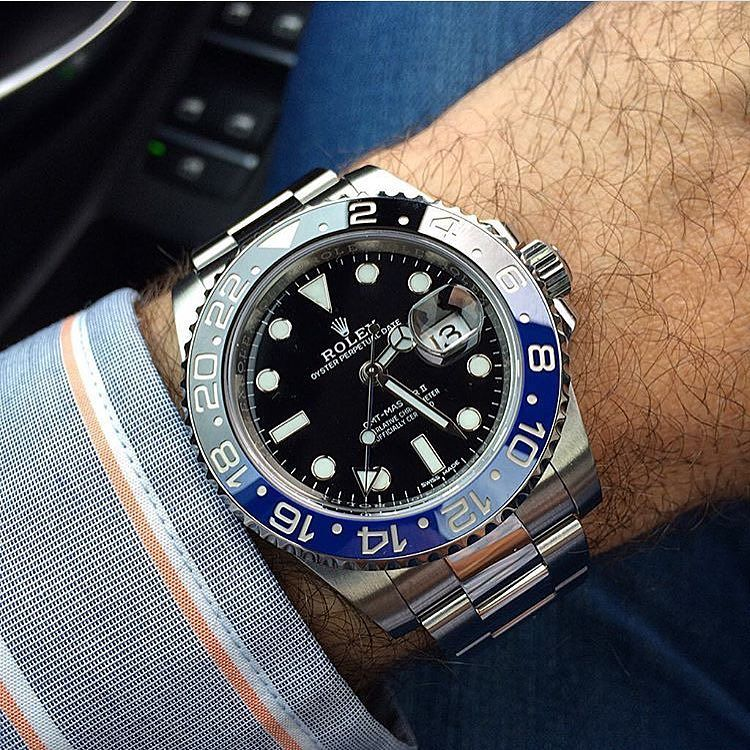
GMTマスターII（ref. 116710BLNR）

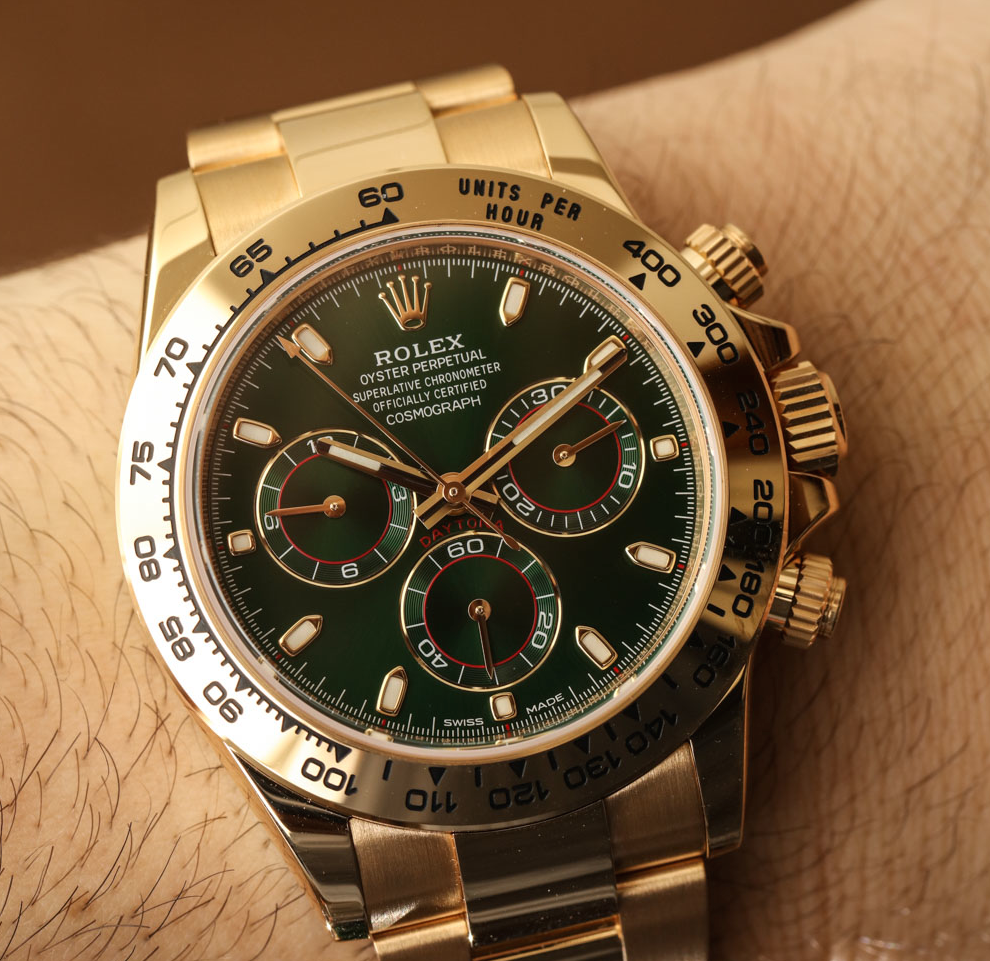
コスモグラフ・デイトナ（ref. 116508）

エクスプローラーI (Explorer I)1953年発売。三針式、日付なし、黒文字盤の同社のスポーツモデルのさきがけとなった製品。初期型はRef.6150。その後Ref.1016、Cal.1560、ハック機能付きのRef.1016、Cal.1570に移行し1989年に一旦製造中止となったが、翌1990年にRef.14270、Cal.3000として文字盤のデザインを一新して再発売され、2001年よりRef.114270、Cal.3130に移行し、2010年に現行モデルであるRef.214270、Cal.3132にモデルチェンジされた。直径39mmで、クロノメーター認定取得。エドモンド・ヒラリーのエベレスト初登頂時に用いられたとする資料が多いが、実際にその時使用されていたかどうかは定かではない。ヒラリーはその後広告に使われ、このモデルも探検家用モデルとして有名になった。後述する1960年頃の一部のモデルを除き蛍光塗料によって針や文字盤表示が塗られており、暗いところでも時間の確認が容易である。通常のモデルと同じデザインと素材でありながらノンクロノメーターを一回り小さなボーイズサイズケースに収めたモデルも極限られた市場向けに少数販売された。
エクスプローラーデイト (Explorer Date)1960年ごろ北米市場限定発売。当時のエアキング及びパーペチュアルデイトに酷似したデザインの黒・白・金色文字盤でステンレスやコンビのケースを使用したカレンダー付きモデル。極少数だけ販売され、好事家に幻と言われるほど稀少である。ノンクロノメーター。
エクスプローラーII (Explorer II)1971年発売。時針分針秒針24時間針の四針式、3時の位置に日付のあるモデル。初期型はRef.1655、Cal.1575。1988年Ref.16550に、1991年Ref.16570、Cal.3185に、2011年にRef.1655のデザインに倣ったRef.216570、Cal.3187、2021年にRef.226570、Cal.3285に移行した。直径42ミリ。洞窟探検家用とされ、日光が遮られ昼夜の区別がつかない場所でも24時間針によって昼夜を判断できる。この24時間針は当初は単純に24時間表示をするだけのものだったが、現行モデルは24時間針を単独操作することが可能で、第2時間帯を示すことができ、その結果後述の「GMTマスターII」に近い機能を持つようになった。現行モデルは全製品クロノメーター認定を受けている。ラインホルト・メスナーが1980年にエベレスト単独無酸素登頂を達成した時に使われたとする資料が多いが、実際にこの時使われていたのはオイスタークォーツである。
サブマリーナー (Submariner)1953年発売。三針式、逆回転防止ベゼルを有するモデル。直径41mm。デイト機能付（Ref.126610LN他）とデイト機能無（Ref.124060）の2つのモデルがあり、日付ありのものにはサイクロプスレンズがついている。素材でもステンレス製、一部にゴールドを使ったコンビモデル、オールゴールドモデルなどバリエーションも豊富。潜水作業用の時計で防水性能が他のモデルと比べて高く（サブマリーナ以外は大体100m防水）、初期製品はRef.6536、Cal.1030で100m防水であったがその後200mに強化され、現行モデルでは300m防水になっている。その後ノンデイト・ノンクロノメーターのRef.5513が約25年間製造されるロングセラーとなり、1962年にデイト付のRef.1680が登場。その後、Ref.16800、Ref.168000を経て、1989年にRef.16610、Cal.3135にモデルチェンジして、これも20年以上製造されるロングセラーモデルとなった。2020に現行モデルとなるRef.126610LN、逆回転防止ベゼルは逆時計周りにのみ操作可能なべぜルで、潜水作業中に残酸素時間を簡単に測定できるようになっている。現行モデルはノンデイト、デイトともにクロノメーター認定を受けている。ジェームス・ボンドが映画「007」シリーズの中で愛用していることでも有名で、現在のロレックス・スポーツモデルでの一番人気モデルとなっている。
シードゥエラー (Sea-Dweller)1971年発売。サブマリーナーの派生モデルでヘリウムガスを抜くためのバルブがケースの9時位置につき飽和潜水に対応している。初期型は防水性能610mのRef.1665、Cal.1575。直径40mm。三針式で回転ベゼルを有する。日付はあるが破損の危険性を減らすためサイクロプスレンズはついていない。1980年に防水能力が1220mのRef.16600、Cal.3135に移行したが、ディープシーの発売により2008年にいったん生産が打ち切られた。その後、2014年にニューモデル(Ref.116600)として生産再開された。すべての製品がクロノメーター認定を受けている。
ディープシー (Deep-Sea)2008年発売。シードウェラーの防水性能を強化したモデル。Ref.116660。直径44mm。防水性能は3900m。サイズも大型化された。クロノメーター認定を受けている。デイト機能が搭載されているが、サイクロプスレンズは搭載されていない。2009年「DEEP SEA」表記が商標権侵害に当たると日本の時計メーカーエルジンに提訴され、敗訴。
オイスタークォーツ (Oyster Quartz)1972年発売。1990年代まで販売されたクォーツモデルで、一時は生産の1割を占めていた。ラインホルト・メスナーが1980年にエベレスト単独無酸素登頂を達成した時に使われた。デイトジャストと比べ、角ばって厚みのあるケース形状をしており、ロレックス特有の「フラッシュフィット」を用いないブレスを採用している。
GMTマスター (GMT Master)1954年発売。時針分針秒針24時間針の四針式、昼夜を区別する特徴的な2色又は単色の両方向回転ベゼルを有するモデルで、当時世界最大の航空会社であったパンアメリカン航空(PANAM)の協力を得て共同開発された。初期型はRef.6542。3時の位置に日付があり、サイクロプスレンズがついている。全製品クロノメーター認定を受けている。初期モデルのみ5気圧、以降現行モデルまで10気圧防水となっている。メイン時間帯を短針＋文字盤、第2時間帯を24時間針＋指定した時間帯に合わせてセットした回転ベゼルで同時に表示する。本来は航空用時計として開発され、非公式ながらNASAのアポロ計画の際一部米空軍出身の飛行士の私物として宇宙に行ったり、人類初の音速突破を果たしたパイロットチャック・イェーガー米空軍退役少将が現役当時からずっと愛用しているなど魅力的な逸話は多い。回転ベゼルにより他の時間帯の時間を容易に読めるため、仕事上時差の問題を抱えることの多い国際線旅客機のパイロットやビジネスマンにも使用されている。赤青ベゼルのモデルを石原裕次郎やチェ・ゲバラが愛用していたのはつとに有名である。2000年に生産終了。
GMTマスターII (GMT Master II)1983年発売。GMTマスターの短針のみ1時間単位で動かす機能が追加され、第3の時間帯も容易に管理できるようになった。
コスモグラフ・デイトナ (Cosmograph Daytona)1961年発売。ロレックス唯一のクロノグラフモデル。これ以前コスモグラフはムーンフェイズ機能を持つモデルの名称であった。「コスモグラフ」という名称が物語る通り当初はアメリカのアポロ計画の為に開発された物だが、NASAの選定の際にオメガの『スピードマスター』、ロンジンのクロノグラフモデルとNASA公認腕時計の座を争ったが、コスモグラフは温度テスト中に2度に渡って時計が停止し、更に秒針がたわんで試験中止となってしまった。その後はカーレース用のモデルとして宣伝された。初期型はRef.6241、Cal.72B。以前はバルジュー（現エタ）の手巻きキャリバー72を改造したキャリバー72Bやキャリバー727を搭載していた。俗称「エキゾチック・ダイヤル」と呼ばれたダイヤルデザインのモデルがポール・ニューマンに愛用され、「ポール・ニューマン・モデル」とも呼ばれて1本数千万円から数億円という高価格にて取引されている。1988年からゼニスとモバードが共同開発した『エル・プリメロ』を大幅に改造したCal.4030を積み自動巻き化されたRef.16520に、2000年には自社製自動巻キャリバーCal.4130となったRef.116520に移行した。ゴールドとのコンビモデルや金無垢・プラチナモデル、ダイアモンド・宝石をちりばめたモデルなど種類は豊富。現行モデルはすべての製品がクロノメーター検定を受けている。タキメーターがベゼルに刻印(現行モデルはプリントされている物もある)されていることにより、工場での生産数を計ったり、車などの走行時に1,000mの目印に合わせてクロノグラフを止める事で平均速度を出せるなどの特徴を持っている。サーキットであるフロリダ州のデイトナ・インターナショナル・スピードウェイに由来しており（ロレックスは1959年に同サーキットと提携している）、1991年からは同サーキットで開催されるデイトナ24時間レースのスポンサーとして優勝した旨を裏蓋に刻印したデイトナを優勝チームのドライバー3名＋補欠1名に提供している。また、2013年から10年間F1の公式計時を担当していた関係で、F1と絡めた広告展開も行っていた。
ヨットマスター (Yacht-Master)1992年発売。回転式ベゼルを持ち、サブマリーナーのドレスアップ版としての位置づけを持つモデル。すべてのモデルに貴金属ケースや文字盤が採用されているが、防水性能は10気圧防水にとどまる。スポーツ系ロレックスのモデルでは唯一、メンズ、ボーイズ、レディースの3種類の大きさを持つモデル（現在はレディースモデルは製造終了）。
ミルガウス (Milgauss)三針式、日付機能無で、ケース内に収められた軟鉄製の帯磁ケースでムーヴメントを保護しており、1000ガウスの耐磁性能を備えたモデル（ミルガウスの『ミル』はフランス語で「1000」の意味）。初期型は稲妻形の秒針を備えRef.6541、Cal.1066。後に稲妻型の針は通常の直線針に変更され、1980年代末に一度生産が打ち切られ、2008年に再び稲妻型の針を付けて復活。その後2023年に生産終了となった。
ターノグラフ (Turn-O-Graph)1953年に登場。元々はデイトジャストのバリエーションのひとつで、10分毎の記載のある両方向回転式ベゼルを持ち、現在のスポーツ系ロレックス一連のデザインの原型とも言えるモデル。ターノグラフ以前は「サンダーバード」という名前で呼ばれていた。モデルチェンジを繰り返して製造が続けられていたが、2013年に製造終了。

### ノンオイスターモデル

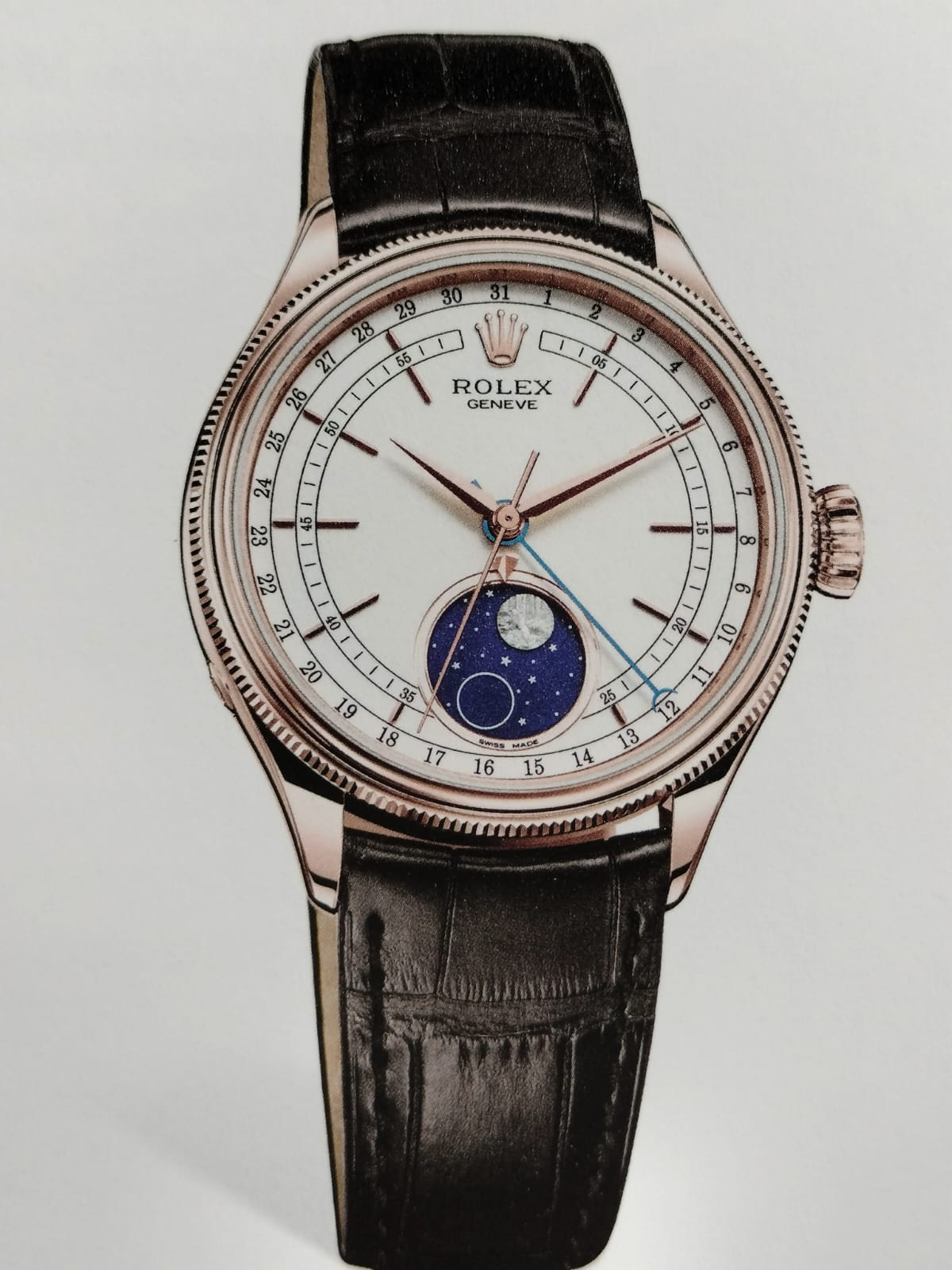
チェリーニ・ムーンフェイズ（ref. 50535）

パーペチュアル 1908 (Perpetual 1908)チェリーニの後継モデルとして2023年に発売。シースルーバックを持つラウンド型ケースに、スモールセコンドのムーブメントCal.7140を搭載し、50mの防水性能を持つ。
プリンス (Prince)1920年代から1930年代に販売された角形モデル。ケースは長方形で2ダイヤルを持ち上ダイヤルが時分を表示し下ダイヤルが秒を表示する、いわゆるドクターズウォッチ。
プリンセス (Princess)プリンスのレディース版。
チェリーニ (Cellini)1968年に登場した日常防水の薄型ドレスモデルのコレクション。名称はイタリア人彫刻家・金細工師のベンヴェヌート・チェッリーニに由来する。2014年のフルモデルチェンジにより自動巻きとなったが、それまでは手巻きムーブメントを搭載していた。2017年にムーンフェイズを搭載したモデルが登場した。2023年に販売終了。
チェリーニ・プリンス (Cellini Prince)上記プリンスの、2006年に発売された復刻版（Ref.5440）。新設計手巻きムーブメントのcal.7040を搭載し、クロノメーター認定を取得していた。2023年にコスモグラフ・デイトナやパーペチュアル 1908に採用されるまで、ロレックス唯一のシースルーバック仕様であった。
チェリーニ・チェリニウム (Cellini Cellinium)チェリーニのプラチナケースモデル。
カメレオン (Chameleon)1950年代から1960年代に販売されたベルトを簡単に交換できるレディースウォッチ。非常に小型の手巻きムーブメント「Cal.1400」を搭載。

### ヴィンテージ用語
バブルバック (Bubble Back)1930年代から1950年代のオイスター・パーペチュアルやデイトジャストに対する俗称。厚めの自動巻きムーブメントを収めるため、ぷっくりと泡状に膨らんだ裏蓋の形状からこう呼ばれる。後にはムーブメントの薄型化とともに膨らみが小さくなったセミバブル形状になり、1960年代になると消滅した。
カバード (Covered)バブルバックのベルト取り付け部をカバーしたモデルの俗称。フーデット、スカーデットとも称する。
プレシジョン (Precision)英語で「精密」の意味だが、他のモデルより高精度の機械を搭載しているわけではない。クロノメーター認証を取得していないモデルが、この言葉を文字盤に記載していた。

## 秘密主義とデマ
ロレックスは営利企業ではあるが、「ハンス・ウィルスドルフ財団」という基金をベースにしている財団法人組織であって実態を公にする義務がなく、社内資料をほとんど公にはしていない（それでも、近年は以前と比べて格段に多くの情報が公開されるようになっている）。そのため、その人気と相俟って世間には多くのデマが流布している。以下はその一例。
創業者はルース・ハイドフェルド
創業者は「ハンス・ウィルスドルフ」(Hans Wilsdorf) ）である。
ロレックスは1908年にスイスに移った
この年はスイスで商標を初登録した年である。スイス移転は上記略歴のように単純に「何年」と言えるようなものではない。
ラインホルト・メスナーがエベレスト単独無酸素登頂を達成した時にエクスプローラーIIを使用した
ロレックスがメスナーを使って宣伝した事実はあるし使用はしたかも知れないが、実際にエベレスト単独無酸素登頂時に使用されたのはオイスタークォーツである。
三大発明
防水ケースである「オイスター」、全回転ローターを備えた自動巻機構「パーペチュアル」、瞬間日付送り機構「デイトジャスト」をロレックスが発明したとする広告があるが、いずれもロレックスが主張したものではなく、また事実ではない。防水ケースはオイスター社の開発品を会社ごと買収した物である。全回転ローター自動巻きとデイトジャストは他社が懐中時計で実現していたが、腕時計サイズに小型化し、また実用時計に採用出来る耐久性に昇華させたのはロレックスである。
クォーツは試作のみで量産していない
1960年代、スイスCEH主導のbeta21計画に参画してクォーツ開発に力を注ぎ、1970年には本数限定にて販売に漕ぎ着けた。当時はロレックスも、将来的な本命としてクォーツ開発に力を入れていた。1970年代後半から1990年代にかけては自社開発のオイスタークォーツを量産し、一時は生産の1割がクォーツだった。

## フィクション

### ボンド・ウォッチ
イアン・フレミング原作のスパイ小説「007」シリーズでは、主役のジェームズ・ボンドがロレックス・オイスターを愛用している。映画でも秘密兵器として数々の作品にサブマリーナが登場しており、ボンド・ウォッチとして一部の収集家に人気がある。映画の中では数多くの改造が施された武器として使用されていることが多い。ショーン・コネリーが出演した作品では『Ref.6538』、ジョージ・レーゼンビーの出演作品ではクロノグラフの『Ref.6238』（コスモグラフ・デイトナの前身モデル）、ロジャー・ムーア、ティモシー・ダルトンの出演作品では『Ref.5513』が使われている。
ピアース・ブロスナンが主役に抜擢された作品以降はライバル会社であるオメガとスポンサー提携をしたため、同社の『シーマスター』、ダニエル・クレイグの出演作品では、『シーマスター・プラネットオーシャン』が使用されている。それ以外にもセイコーのTVウォッチ、ハミルトン・パルサー、ブライトリング等ロレックス以外の腕時計も使用されている。

## オークション

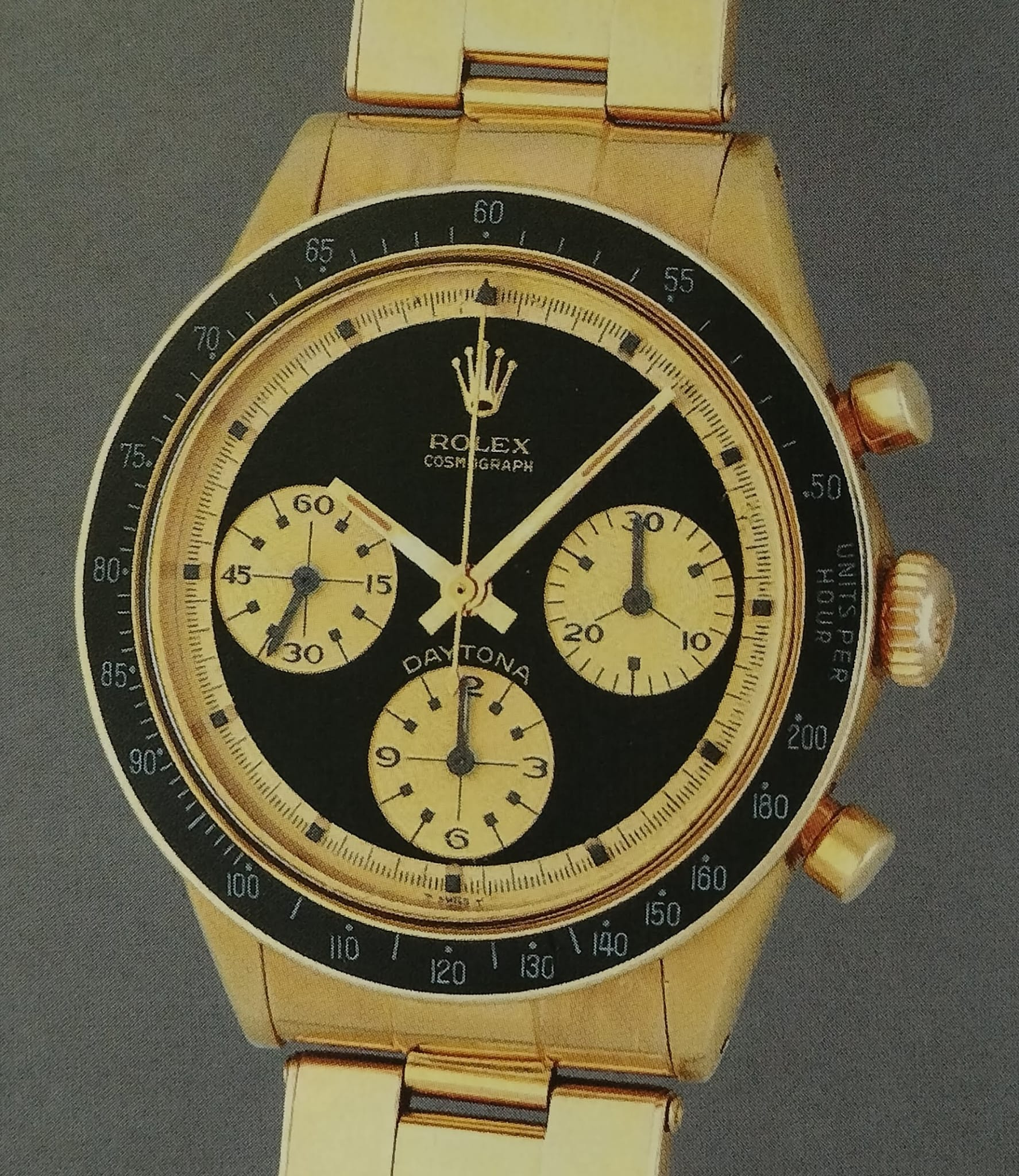
コスモグラフ・デイトナ "ジョン・プレイヤー・スペシャル"（ref. 6241）。1968年製の個体が2021年のフィリップス・オークションにて約2億円で落札された。

ロレックスは、パテック・フィリップとともに、オークションで最も高額取引されている時計メーカーである。ただし、パテック・フィリップやその他の高額取引される時計メーカーとロレックスが大きく異なるのは、製造されてきた時計の全てがいわゆる世界三大複雑機構に代表されるハイコンプリケーション・ウォッチではないという点である。2019年までの間に、1億円以上で取引されたロレックスは28本に及び、2021年末には40本にまで増加した。そのほとんどがヴィンテージウォッチであるが、いくつかの現行ロレックスも1億円以上で落札されている。
オークションで落札されたロレックスのなかでも、ポール・ニューマンの私物であった1968年製の「コスモグラフ・デイトナ Ref.6239」（通称「ポール・ニューマン・モデル」のオリジナル）は、2017年のフィリップス・オークションにおいて、1775万ドル（約20億円）という記録的な額で落札され、当時史上最も高額な腕時計となった。

## 偽造品

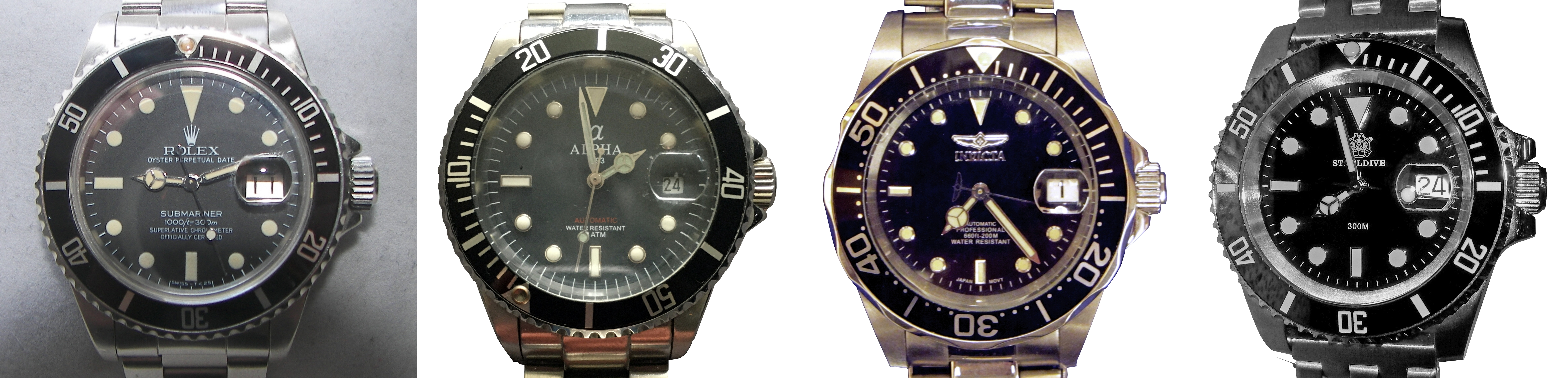
ロレックス・サブマリーナー（左端）とそれに似たデザインの他社製品。これらはオマージュあるいはパロディであり、偽造品とは似て非なるものである。

ロレックスは、世界で最も偽造されている時計メーカーである。イギリスに拠点を置く時計販売業者のウォッチファインダーによれば、ロレックスの偽造品は市場に出回っているすべての偽造された時計のうち約半分を占めている。
なかでも品質の高い偽造品（スーパーコピー）は、正規品を取り扱う買取業者でも詳細に調べなければ見破れない場合も少なくなく、国内ではロレックスの偽造品を売って現金をだまし取ったとして逮捕される事例も相次いでいる。
なお、ロレックスに似たデザインの他社製品（オマージュあるいはパロディ）も無数に存在しているが、こちらは商標権侵害に当たらないため、違法ではない。

### ジャケ事件
2002年1月、時計ケース研磨の会社であるミランダ（Miranda）のル・ロックルにある工場を強盗団が襲い、研磨のため送られていたロレックスの金製オイスターケース約1000個が強奪された。奪った金製ケースにパーツを組み込んで、偽造品を作るためであった。2003年4月に強盗団一味は全員逮捕された。
この強盗団のリーダーだったジャン＝ピエール・ジャケは、スイスでも有数の高級時計ムーブメント企業ジャケ（事件後ラ・ジュウ・ペレに改名）の創業者であり取締役だった。この事件に関わった従業員は当時のジャケから全員が退職している。2012年、プロサー社傘下にあったラ・ジュウ・ペレはシチズン時計によって買収された。

## スポンサーシップ

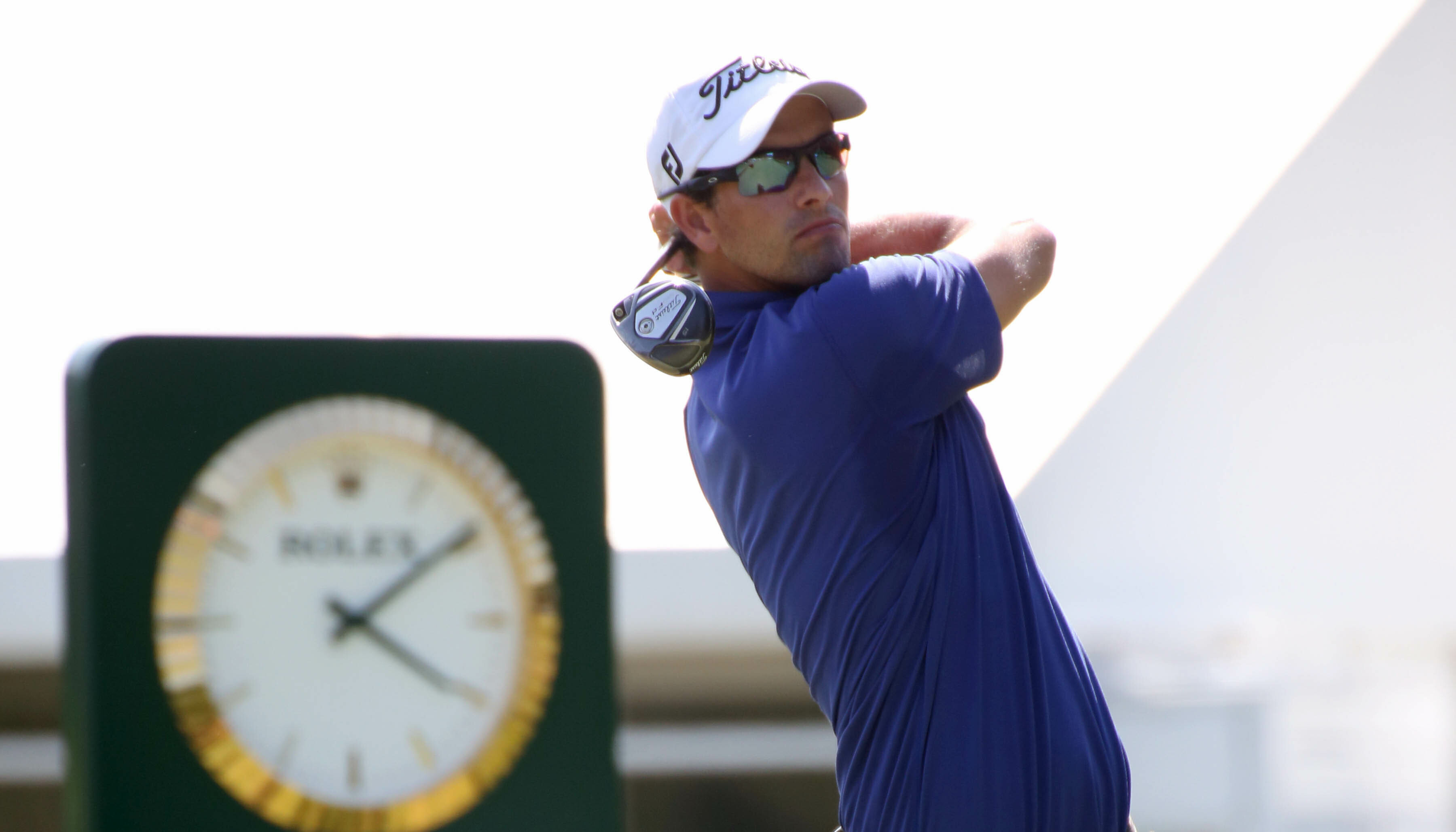
ザ・プレーヤーズ・チャンピオンシップ（2014年）のオフィシャルタイムキーパーを担当したロレックス

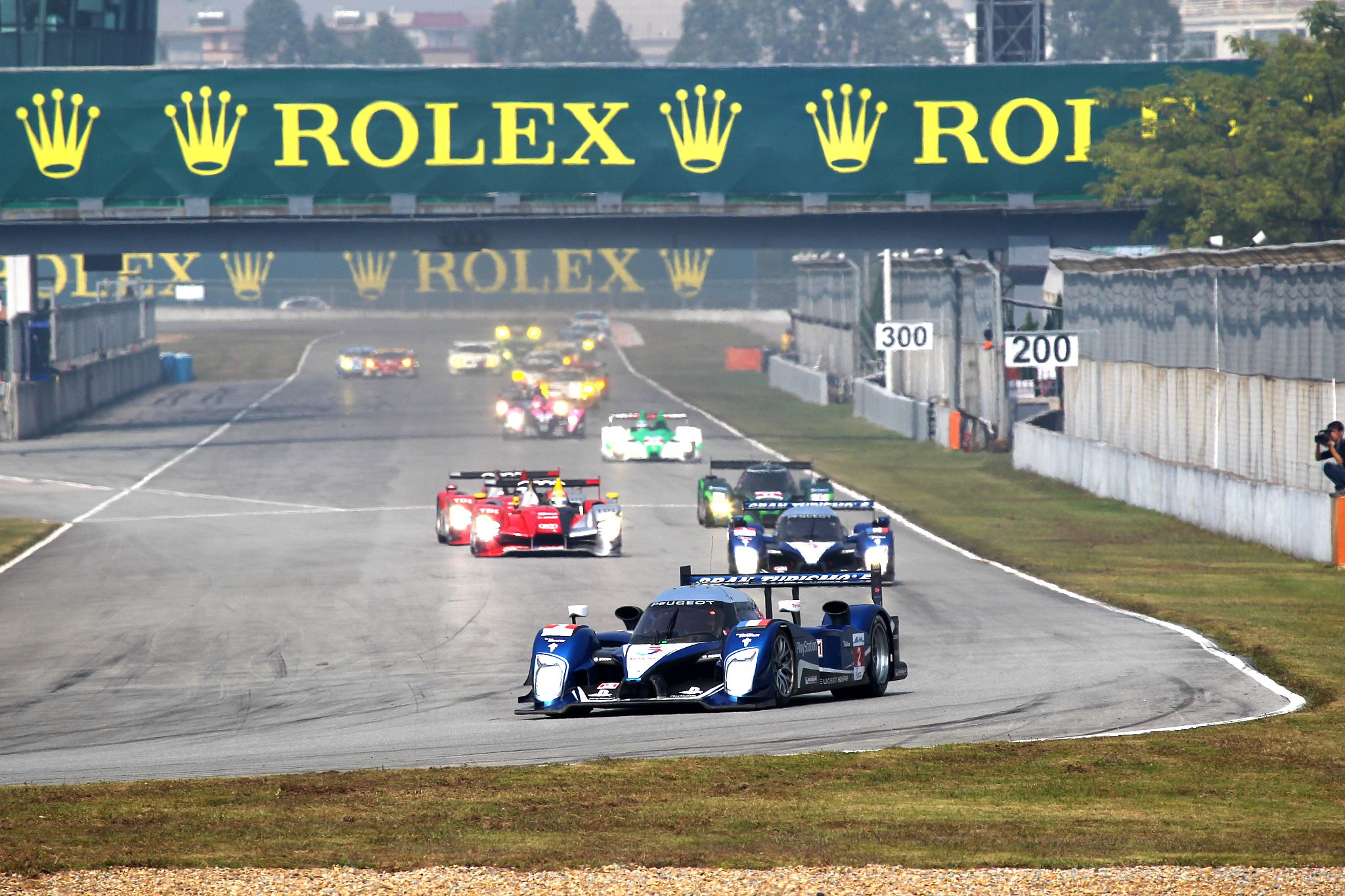
インターコンチネンタル・ル・マン・カップ（2010年）のオフィシャルタイムキーパーを担当したロレックス

ロレックスは、国際的な馬術大会やヨットレース、全米オープンや全英オープン、マスターズといったゴルフ大会、ル・マン24時間レースやデイトナ24時間レースなどのカーレース、全豪オープン・全仏オープン・ウィンブルドン選手権・全米オープン・ATPファイナルズといったテニス大会のオフィシャルタイムキーパーを担当している。なお、日本では男子メジャーゴルフ選手権のテレビ放送時間内に限り、ロレックスのコマーシャルが放映される。
またロレックスは、スカラ座、ロイヤル・オペラ・ハウス、メトロポリタン歌劇場、パリ国立オペラなどの歌劇場やウィーン・フィルハーモニー管弦楽団、アカデミー賞を主催する映画芸術科学アカデミーなども支援している。

### ティスティモニー
ロレックスは、アンバサダーを「ティスティモニー」（testimony、「証言」「証明」の意）と呼称している。創業者ハンス・ウィルスドルフは、限界に挑戦する探検家やスポーツ選手にロレックスを着用してもらうことで、時計の信頼性を高めようとした。現在では、音楽や映画などの芸術を含むあらゆる分野の専門家たちをティスティモニーに迎えている。
事実上の初代ティスティモニーは、1927年にイギリス人女性として初めてイギリス海峡を泳いで渡ったメルセデス・グライツであり、ロレックス・オイスターを着用しての10時間以上にわたるイギリス海峡泳断の達成は、ロレックスの名を世に知らしめた。
ゴルフ界ではアーノルド・パーマー、ジャック・ニクラス、ゲーリー・プレーヤー、タイガー・ウッズなど、テニス界ではロッド・レーバー、ビョルン・ボルグ、クリス・エバート、ロジャー・フェデラーなど、モータースポーツ界ではマルコム・キャンベル、ジャッキー・スチュワート、ジェンソン・バトン、トム・クリステンセンなど、音楽界ではユジャ・ワン、マイケル・ブーブレなど、映画界ではマーティン・スコセッシ、ジェームズ・キャメロンなど、学術界ではシルヴィア・アールなどがティスティモニーである。2016年には、ゴルフ選手の松山英樹が日本人初のティスティモニーとなった。

## 子会社

### チューダー

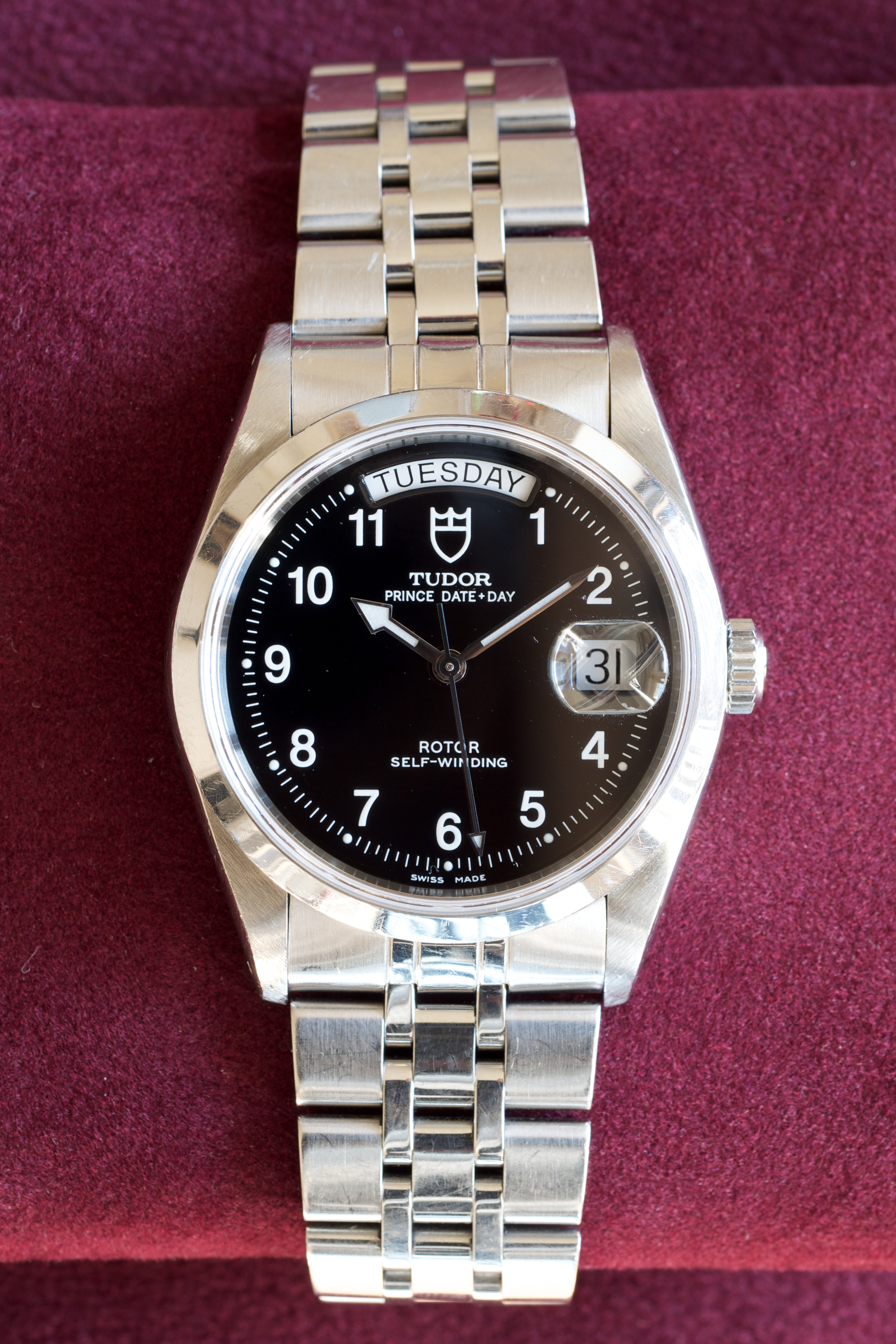
チューダー プリンス・デイトデイ（ref.76200）

チューダー（Tudor）は、ロレックスのディフュージョンブランドである。1926年に商標登録、1946年にはハンス・ウィルスドルフがTHE TUDOR WATCH COMPANYを設立、イギリスでの販売拡大を狙って発売された。名前はかつてのイギリス王家チューダー家にちなむ。トレードマークもチューダー家と同じ薔薇であり、初期のモデルは文字盤に薔薇が描かれていた（現在は盾のマーク）。長らく日本国内において正規代理店の取り扱いはなく、並行輸入品が「チュードル」という名前で出回っている程度だったが、2018年に正規代理店での取り扱いを「チューダー」として開始した。
かつては汎用ムーヴメントであるETA（エタ）社製のムーブメントを使用していたが、現在はムーブメント、ケース共にロレックス社内の工房で独自に開発及び生産されたものを使用している（ムーヴメントに関しては、ブライトリングと提携しており、お互いのムーヴメントの技術を導入している）。当初はロレックスに似たモデルを多く販売していたが、現在は独自のデザインによるモデルを主に販売している。

### ブヘラ
ブヘラ（Bucherer）は、1888年創業の世界最大級の名門老舗時計販売店であり、全世界で100店舗以上を展開している。2023年にロレックスが買収し、その買収額は約40億スイスフラン（約45億ドル）と推定されている。ロレックスとブヘラは、1924年から密接なパートナーシップを築きながら時計ビジネスを展開してきており、買収前から深い関わりを持っていた。この買収により、ロレックスは最大規模の流通チャネルを確保したことになる。
ブヘラは自社の時計ブランド「カール F. ブヘラ」（Carl F. Bucherer）を展開させていたが、ロレックスは2025年、「カール F. ブヘラ」ブランドを閉鎖することを明らかにした。